# Gil Cohen (Fußballspieler)
Gil Cohen (hebräisch גיל כהן; * 8. November 2000 in Aschdod) ist ein israelisch-portugiesischer Fußballspieler.

## Karriere

### Verein
Zur Saison 2019/20 ging Gil Cohen von der U19 in den Kader der ersten Mannschaft von MS Aschdod über. Sein Debüt gab er am 13. Mai 2018, als er am 7. Spieltag der Abstiegsrunde bei einer 1:2-Niederlage gegen Kirjat Schmona zur 75. Minute für Aviv Solomon eingewechselt wurde. Seit Juli 2024 steht Cohen bei Beitar Jerusalem unter Vertrag.

### Nationalmannschaft
Nach einigen Freundschaftsspielen mit der israelischen U16 sowie weiteren Partien mit der U17, der U18 und der U19 war er auch für die U21 aktiv. Mit dieser nahm er an fast allen Partien der Qualifikation für die U-21-Europameisterschaft 2023 teil und wurde auch in den folgenden Vorbereitungsspielen eingesetzt. Bei der U-21-EM-Endrunde kam Cohen in allen Partien zum Einsatz, in denen er, wie schon oftmals zuvor, die Kapitänsbinde trug.